# Sipia palliata
El hormiguero de Magdalena (Sipia palliata), también denominado hormiguero alimanchado (en Colombia) u hormiguero guardarribera oriental, es una especie de ave paseriforme de la familia Thamnophilidae perteneciente al género Sipia. Anteriormente formaba parte del amplio género Myrmeciza, de donde fue separada recientemente, en 2013. Es nativa del noroeste de América del Sur.

## Distribución y hábitat
Se distribuye en el norte y centro norte de Colombia (pendiente norteña de los Andes desde Cesar hacia el sur hasta Córdoba y hacia el sur en el valle del Magdalena hasta Caldas) y en el noroeste de Venezuela (oeste de Zulia, Táchira, Mérida).
Esta especie es poco común en el denso sotobosque de selvas húmedas, principalmente de estribaciones montañosas, donde es más numerosa, pero también en tierras más bajas, entre los 500 y los 1400 m de altitud. La especie está ausente de áreas más altas y secas de la Serranía de los Yariguíes y de la confluencia Chicamocha - Suárez, y de la parte más seca del sur de la Serranía del Perijá, y parece tolerar de forma limitada la fragmentación de su ambiente.

## Descripción
Mide entre 13 y 14 cm de longitud y pesa alrededor de 24 g.  Es muy semejante a Sipia laemosticta. Presenta dimorfismo sexual. El iris es rojo. El macho tiene la cabeza, pescuezo y la mayoría  de las partes inferiores de color gris pero más pálido, la garganta es negruzca, pero el negro no se extiende fragmentadamente hasta el pecho. Por arriba es pardo oliváceo, con las alas y la cola del mismo color, y las plumas cobertoras de las alas con pintas blancas más prominentes. La hembra es semejante pero con la garganta escamada de negro y blanco y las pintas de las alas de color pardo amarillento.

## Estado de conservación
El hormiguero de Magdalena ha sido calificado como «casi amenazado» por la Unión Internacional para la Conservación de la Naturaleza (IUCN), debido a la sospecha de que su población, todavía no cuantificada, esté en decadencia moderadamente rápida por causa de la continua pérdida de hábitat dentro de su zona.

### Amenazas
Esta especie ocupa una región sujetada a profundos cambios en el uso de las tierras. El bajo y medio valle del Magdalena, en Colombia, ha sido deforestado desde el siglo XIX para agricultura, y la devastación del piedemonte ha sido casi total desde los años 1950. La deforestación en las tierras bajas caribeñas también ha sido severa.

### Acciones de conservación
No se conocen acciones específicas, pero la especie está presente en áreas protegidas, como el Parque Regional Natural Serranía de las Quinchas, y el Distrito de Manejo Integrado Cuchilla del Minero.

## Comportamiento
Es el mismo de sus congéneres. Tiene como costumbre bajar la cola para después levantarla lentamente. Forrajea en el suelo, hurgando en los substratos bajos del bosque, principalmente abajo de 1 m de altura; andan generalmente en parejas y prefieren enmarañados alrededor de troncos de árboles caídos. Suele seguir regueros de hormigas guerreras, pero no es un seguidor persistente.

### Alimentación
Se conoce muy poco sobre sus hábitos. Se presume que su dieta sea idéntica a S. laemosticta: se alimentan de insectos.

### Vocalización
Los análisis de vocalización cuantitativos de los machos realizados por Chaves et al. 2010 fueron determinantes para diferenciar S. laemosticta de S. palliata. Los cantos son diagnosticables en tres características vocales: el ritmo del canto, la estructura de las notas y los cambios en la estructura de las notas. Adicionalmente estudiaron, pero de forma cualitativa, los llamados de machos y hembras y los cantos de las hembras.

## Sistemática

### Descripción original
La especie S. palliata fue descrita por primera vez por el ornitólogo estadounidense Walter Edmond Clyde Todd en 1917 bajo el nombre científico de subespecie Myrmeciza laemosticta palliata; localidad tipo «La Palmita, Santander, Colombia.»

### Etimología
El nombre genérico «Sipia» se refiere a la localidad tipo de la descripción original del género: Sipí, Chocó, Colombia; y el nombre de la especie «palliata», proviene del latín «pallium» (manto): «con manto», en referencia a su característico dorso pardo oliváceo.

### Taxonomía
La presente especie era considerada conespecífica con Sipia laemosticta, como la subespecie Myrmeciza laemosticta palliata, pero fue elevada al rango de especie siguiendo a Chaves et al (2010), con base en análisis cuantitativos de las variaciones de vocalización de los machos y cualitativos de la variación de los llamados de los machos y las hembras y de los cantos de las hembras, en conjunto con una hipótesis filogenética para el grupo. La elevación a especie fue aprobada en la Propuesta N° 475 al Comité de Clasificación de Sudamérica de la Unión americana de ornitólogos (SACC).
Hasta recientemente (2013), la presente especie estaba incluida en el amplio género Myrmeciza. La historia del este género se caracteriza por décadas de controversias e incertezas. Autores más recientes expresaron dudas consistentes en relación con la monofilia del grupo, pero no había ninguna revisión disponible que realmente probase la monofilia del grupo.
El estudio de Isler et al. 2013 presentó resultados de filogenia molecular de un denso conjunto de taxones de la familia Thamnophilidae (218 de 224 especies). Estos datos suministraron un fuerte soporte a la tesis de que Myrmeciza no era monofilético. También se compararon las características morfológicas, comportamentales y ecológicas de las especies de Myrmeciza con sus parientes próximos dentro de cada tribu, con el objetivo de determinar los límites genéricos.
Como resultado de estos análisis, la entonces especie Myrmeciza palliata , junto a Sipia berlepschi, S. nigricauda y S. laemosticta, fueron separadas en un género resucitado Sipia, incluido en un clado exsul, dentro de una tribu Pyriglenini. En la Propuesta N° 628 al (SACC), se aprobó este cambio, junto a todos los otros envolviendo el género Myrmeciza. Los cambios taxonómicos fueron adoptados por la mayoría de las clasificaciones.
La especie es monotípica. Las subespecies descritas bolivari (del centro de Colombia) y venezuelae (de Venezuela) son consideradas apenas sinónimos de la nominal.